# Højrem
Højrem er en forhøjet tagrem i en højremskonstruktion, som blev anvendt i bindingsværkshuse. 

## Konstruktion
Højremskonstruktionen kan formodentlig føres tilbage til oldtiden. 
Konstruktionen består at to rækker stolper, kaldet benene, der er opstillet fra gavl til gavl inden for husets lave ydervægge, som regel i en afstand af 1 til 1,25 meter fra væggene.
Stolperne er stillet på sten forneden, de såkaldte syldsten, og foroven er de tappet sammen med en  rem, Højremmen, der er gennemgående i hele husets længde ligesom stolperækkerne.

## Ekstern henvisning og kilde
- Byggeskikken i de gamle bønderbygninger i Thy, side 2,af H. Zangenberg (Webside ikke længere tilgængelig)